# 게일 디버스
욜란다 게일 디버스(Yolanda Gail Devers, 1966년 11월 19일 ~ )는 미국의 육상 선수이다. 1992년과 1996년 하계 올림픽 100m 2연승 금메달리스트이다.
시애틀에서 태어나 캘리포니아주 내셔널 시티 근교에서 자라온 그녀는 1984년 스위트워터 고등학교를 졸업하였다. 현재 그 학교의 육상과 미식축구 경기장이 그녀의 이름을 따 게일 디버스 경기장으로 불렸다.
100m와 100m 허들에 뛰어난 재능을 가진 디버스는 1988년 서울 올림픽을 위하여 훈련을 받았으나 시각 장애와 편두통으로 인하여 건강 문제를 겪기 시작하였다. 100m 허들 출전에 합격하였으나 준결승전에서 배제되고 말았다.
1990년 바제도 병에 걸려 진단을 받았는 데 굉장하게도 디버스는 빠르게 회복되었고 훈련에 복귀하였다. 1991년에 열린 세계 육상 선수권 대회에서 100m 허들 은메달을 획득하였다.
1992년 바르셀로나 올림픽에서 디버스는 100m 결승전에 출전하여 5명의 선수들이 가까이 끝내면서 우승하였다. 사진은 디버스가 자메이카의 줄리엣 커스버트를 좁은 차이로 꺾은 것을 보여줬다. 100m 허들 결승전에서는 앞서가면서 2번째 금메달을 획득할 가능성이 보였지만, 마지막 장애물에 부딪혀 5위에 머물고 말았다.
1993년 세계 육상 선수권 대회에서 디버스는 100m 타이틀을 유지하였으며, 100m 허들을 우승하였다. 그녀는 1995년에도 100m 허들 타이틀을 유지하였다.
1996년 애틀랜타 올림픽 100m 결승전은 1993년 세계 육상 선수권 대회를 거의 똑같이 되풀이한 것으로 알려졌다. 멀린 오테이와 디버스는 다시 같은 시간으로 경주를 완료하였으며, 누가 이겼는지를 몰랐다. 3년 전 같이 둘다 우승으로 수여되었으나, 디버스가 우승으로 판정을 내려 와이오미아 타이어스에 이래 올림픽 100m 타이틀을 2연승한 첫 선수가 되었다. 허들에서는 4위를 하여 또 다시 우승을 놓치고 말았다. 400m 계주와 함께 디버스는 그녀의 3번째 올림픽 금메달을 획득하였다.
이 올림픽 이후에 디버스는 허들 종목에 집중하여 1999년 세계 육상 선수권 대회에서 우승하였으나, 2000년 시드니 올림픽에서 준결승전에서 위반으로 벌금을 물고 말았다.
그녀의 경력 동안 디버스는 제외적으로 길고, 심하게 장식한 손톱을 가진 것으로 주목을 받았다. 세계에서 가장 빠른 시작을 한 선수들 중의 하나로 디버스는 자신의 긴 손톱을 조절시킨 시작 자세를 변경하였다.